# Catherine Labit
Catherine Labit est une actrice française.

## Biographie
Comédienne à Toulouse et à Paris, Catherine Labit vit actuellement en Lot-et-Garonne, elle dirige la compagnie de théâtre professionnelle "La Patte de lièvre". Elle met en scène des spectacles, elle est également professeur de théâtre et dirige des ateliers théâtre pour enfants et adultes à Mézin en Lot-et-Garonne. Elle joue dans le spectacle "Petit-bleu et petit-jaune" d'après l'album jeunesse de Léo Lionni, dans « Un épi entre les dents » théâtre et poésies de Wislawa Szymborska /Cie La patte de lièvre et Par-dessus les toits. Comédienne dans "Livres in love", une création Danse/Théâtre/Vidéo de la cie Yma, dans "Le chat botté" de Charles Perrault avec le musicien Alain Laspeyres à la batterie et aux percussions. Elle met en scène "La langue des papillons" d'après la nouvelle de Manuel Rivas, auteur galicien aux éditions Gallimard «Si conseguimos que una generaciôn, una sola generaciôn, crezca libre en España... ya nadie les podrâ arrancar nunca la libertad».

## Filmographie

### Cinéma
- 2010 : Le Fils à Jo de Philippe Guillard : Mme Quentin
- 2014 : Qui a tué Jaurès ? de Philippe Tourancheau

### Télévision
- 2008 : Disparitions (épisode 1.9) : la secrétaire

## Radio
- « Galactic –Bazar » / Pièce radiophonique de Caryl Férey et Sophie Couronne/ France-Culture